# Strombosia philippinensis
Strombosia philippinensis är en tvåhjärtbladig växtart som först beskrevs av Henri Ernest Baillon, och fick sitt nu gällande namn av Robert Allen Rolfe. Strombosia philippinensis ingår i släktet Strombosia och familjen Strombosiaceae. Inga underarter finns listade i Catalogue of Life.